# 코퀴토스강

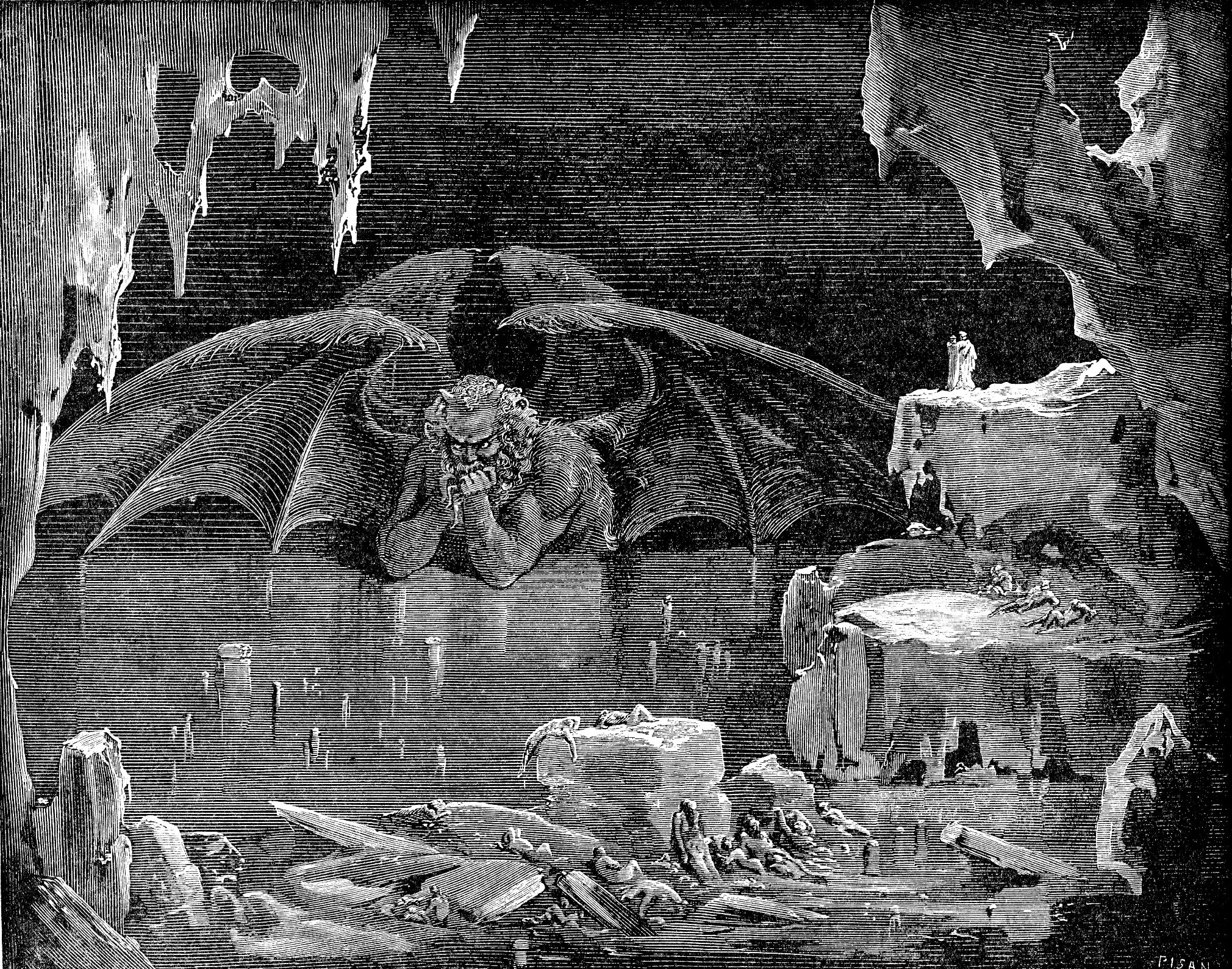
단테의 코퀴토스강. 귀스타브 도레 그림. (1832-1883년)

코퀴토스(그리스어: Κωκυτός, 영어: Cocytus, Kokytus)는 그리스 신화에 나타나는 지하 세계의  탄식을 상징하는 강이다. 아케론 강 다음으로 건너게되는데, 이 강을 건너면서 망자의 후회스런 기억이 드러나면서 탄식을 하게 된다.
단테 알리기에리의 작품 《신곡》 에서는 강이 아닌 얼어붙은 호수로 등장한다.

## 같이 보기
- 에레보스
  - 아케론 강
  - 플레게톤 강
  - 스틱스 강
  - 레테 강
- 타나토스